# Handball-Gauliga Danzig-Westpreußen
Die Handball-Gauliga Danzig-Westpreußen war eine der obersten deutschen Feldhandball-Ligen in der Zeit des Nationalsozialismus. Sie bestand von 1940 bis 1945.

## Geschichte
Auf Grund des Voranschreitens des Zweiten Weltkrieges herrschte Treibstoffknappheit und Mangel an Transportmöglichkeiten, so dass längere Auswärtsfahrten zusehends schwieriger zu organisieren waren. Aus logistischen Gründen wurde daher 1940 der Bereich Danzig und der im Krieg besetzte Regierungsbezirk Marienwerder aus dem Sportgau Ostpreußen abgetrennt und ein eigener Sportgau gebildet. Mit Ende des Zweiten Weltkrieges, der Rückeroberung Westpreußens und der Annexion Ostpreußens endete auch das Bestehen der Gauliga Danzig-Westpreußen. Die deutschen Vereine wurden aufgelöst.

## Meister der Handball-Gauliga Danzig-Westpreußen 1940–1944

### Männer
| Saison  | Meister Gauliga Württemberg | Abschneiden deutsche Meisterschaft | Deutscher Meister  |
| ------- | --------------------------- | ---------------------------------- | ------------------ |
| 1939/40 | TV Neufahrwasser a          | Ausscheidungsrunde                 | Lintforter SpV     |
| 1940/41 | WSV Marienburg              | Vorrunde                           | SV Polizei Hamburg |
| 1941/42 | TuS Marienwerder            | Ausscheidungsrunde                 | SG OrPo Magdeburg  |
| 1942/43 | LSV Rahmel                  | Vorrunde                           | SG OrPo Hamburg    |
| 1943/44 | LSV Rahmel                  | Vorrunde                           | SG OrPo Berlin     |

### Frauen
| Saison  | Meister Gauliga Niederschlesien   | Abschneiden deutsche Meisterschaft | Deutscher Meister (Frauen) |
| ------- | --------------------------------- | ---------------------------------- | -------------------------- |
| 1940/41 | n. b.                             | n. b.                              | VfR Mannheim               |
| 1941/42 | Leichtathletik-Vereinigung Danzig | Zwischenrunde                      | Stahl-Union 04 Düsseldorf  |
| 1942/43 | LSV Danzig                        | 1. Vorrunde                        | Eintracht Frankfurt        |